# Thomas Lawton
Thomas Lawton, més conegut com a Tommy Lawton, (Farnworth, 6 d'octubre de 1919 - Nottingham, 6 de novembre de 1996) fou un futbolista anglès dels anys 1930 i 1940.

## Trajectòria
Començà la seva carrera al Burnley de la segona divisió el 1935. El 1937 fou comprat per l'Everton FC de la primera divisió per £6.500 lliures, on jugà al costat del gran Dixie Dean. El 1938, amb només dinou anys jugà el seu primer partit amb la selecció anglesa enfront Gal·les. Amb l'Everton guanyà la lliga de 1939. A més fou màxim golejador de la lliga anglesa de futbol les temporades 1937-38 i 1938-39. Durant la Guerra Mundial serví a l'exèrcit i disputà amistosos amb diversos clubs. Acabada la guerra fitxà pel Chelsea FC per £11.500 lliures. Més tard fou traspassat al Notts County de la tercera divisió per £20.000 lliures, club amb el qual ascendí a segona divisió el 1950.
Més tard fou jugador entrenador al Brentford i el 1953 ingressà a l'Arsenal per £10.000 lliures, club on abandonà la seva carrera professional. Al club londinenc guanyà la Charity Shield el 1953 derrotant el Blackpool de Stanley Matthews.
Continuà exercint com a entrenador a clubs com el Notts County i el Kettering Town.
L'any 2003 fou inclòs a l'English Football Hall of Fame. El 1998 fou escollit per la Football League a la llista de les 100 llegendes del futbol anglès.